# لاولک (نوادا)
لاولک، نوادا (به انگلیسی: Lovelock, Nevada) یک شهر در ایالات متحده آمریکا است که در شهرستان پرشینگ، نوادا واقع شده‌است.

## خصوصیات
لاولک ۱٬۸۹۴ نفر جمعیت دارد و ۱٬۲۱۳ متر بالاتر از سطح دریا واقع شده‌است.